# Sofía Otero

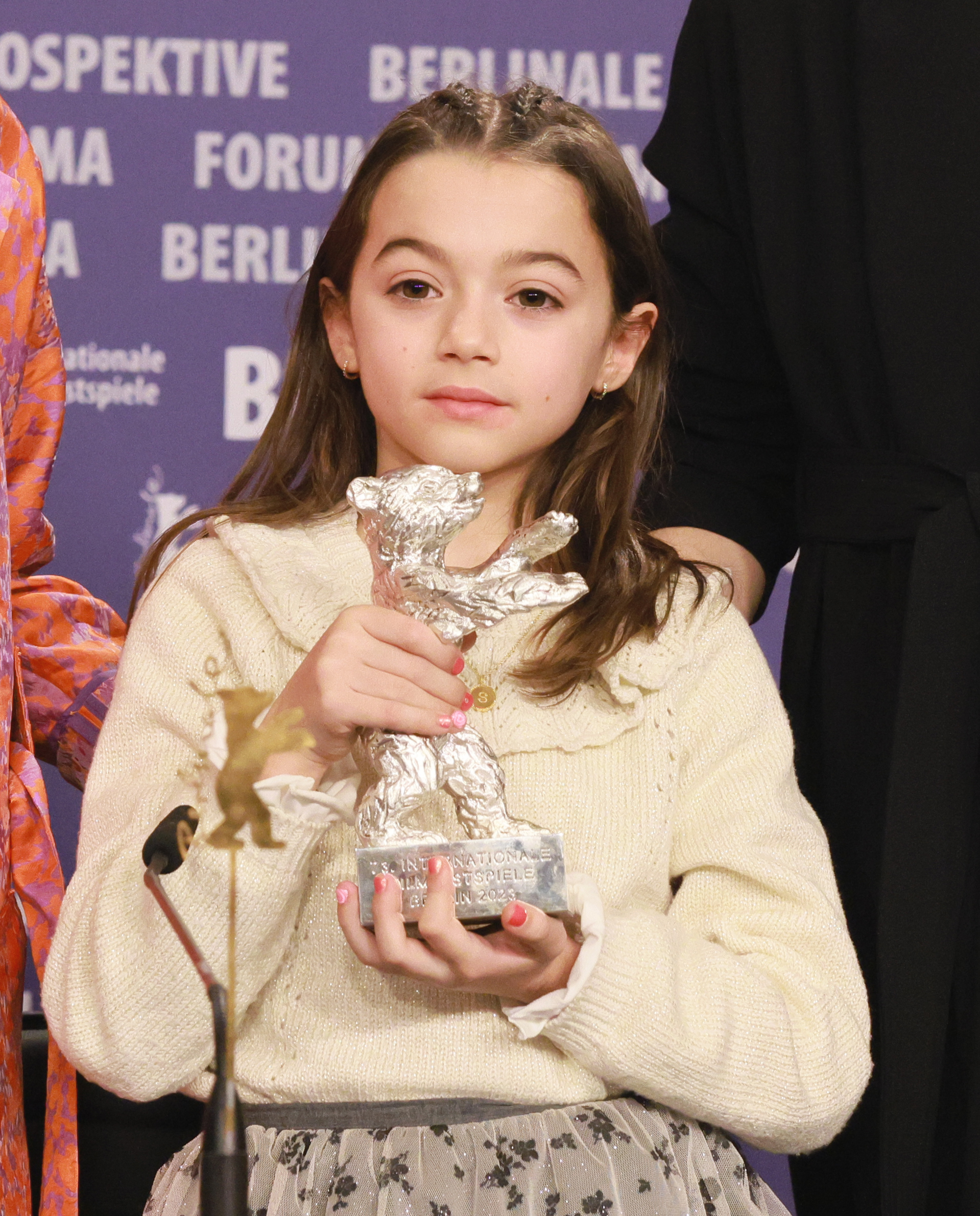
Sofia Otero mit Silbernen Bären, Berlinale 2023

Sofía Otero Labrador  (* 31. März 2013 in Barakaldo, Spanien) ist eine spanische Schauspielerin. Ihr Filmdebüt gab sie im Spielfilm 20.000 Arten von Bienen, der im Rahmen der 73. Berlinale Weltpremiere feierte und ihr den Silbernen Bären für die Beste Schauspielerische Leistung in einer Hauptrolle einbrachte.

## Karriere
Otero gab 2023 ihr Schauspiel-Filmdebüt in der Rolle der Lucía in 20.000 especies de abejas von Estibaliz Urresola Solaguren. Mit dem Gewinn des Silbernen Bären bei der Berlinale 2023 für ihre Leistung in Solagurens Film wurde Otero mit 9 Jahren zur jüngsten Preisträgerin in der Geschichte der Filmfestspiele.

## Filmografie
- 2023: 20.000 Arten von Bienen (20.000 especies de abejas)
- 2025: Cuatro paredes

## Auszeichnungen
- 2023: Silberner Bär für ihre Hauptrolle in 20.000 Arten von Bienen